# IAI Harpy
IAI Harpy je lebdeće streljivo koje proizvodi Israel Aerospace Industries. Harpy je dizajniran za napad na radarske sustave i optimiziran je za suzbijanje neprijateljske protuzračne obrane (SEAD). Nosi visokoeksplozivnu bojevu glavu. Prodan je u nekoliko stranih zemalja, uključujući Južnu Koreju, Tursku, Indiju i Kinu.

## Povijest
Godine 2004. Harpy je postao žarište napora Sjedinjenih Država da ograniče transfer oružja i prodaju napredne vojne tehnologije Kini. Prodano Kini 1994. godine za oko 55 milijuna američkih dolara, lebdeće streljivo vraćeno je u Izrael 2004. prema ugovoru za nadogradnju. Sjedinjene Države, u strahu da bi predstavljala prijetnju tajvanskim i američkim snagama u slučaju rata s Kinom, zahtijevale su od Izraela da zaplijeni lebdeće streljivo i poništi ugovor. Prema Izraelu, Harpy je autohtono dizajnirano lebdeće streljivo i ne sadrži podsustave proizvedene u SAD-u. Godine 2005. lebdeće streljivo je vraćeno u Kinu bez nadograđivanja. Ovaj je incident zahladio odnose između Sjedinjenih Država i Izraela, pri čemu je Izraelu suspendiran status sudionika sigurnosne suradnje u programu Joint Strike Fighter. Međutim, 6. studenog 2005. Izrael je izjavio da je ponovno primljen u program.

## Tehnički podaci

### Harpy
- Duljina: 2,7 m
- Raspon krila: 2,1 m
- Bruto težina: 135 kg
- Pogon: 1 × UEL AR731 rotacijski motor Wankel, 28 kW

#### Performanse
- Najveća brzina: 185 km/h
- Domet: 600 km

#### Naoružanje
- 1 × 32 kg (70 lb) visokoeksplozivna bojna glava

### Mini Harpy
- Duljina: 2,5 m
- Raspon krila: 2,9 m
- Bruto težina: 41 kg
- Brzina: 55 – 85 kn (102 – 157 km/h)
- Radna visina: 300 – 1500 m

#### Performanse
- Najveća brzina: 370 km/h
- Domet: 200 km
- Izdržljivost: 2 sata

#### Naoružanje
- Bojna glava: do 17 lb (7,7 kg)
- CEP: <1 m (3 ft 3 in)

Mogućnosti dvostrukog samonavođenja, korištenje antiradijacijskih i elektrooptičkih tragača

## Operateri
- Azerbajdžan[4]
- Kina
- Indija
- Izrael
- Južna Koreja
- Turska

## Vanjska poveznica
- HARPY - Autonomno oružje za sve vremenske prilike